# ニコニコ訪問
『メナード ニコニコ訪問』（メナード ニコニコほうもん）は、1980年1月6日から1981年1月25日までテレビ朝日系列局で放送された朝日放送（ABCテレビ）製作のトークバラエティ番組。1980年8月10日放送分からは『メナード ニコニコ訪問・テレビ親孝行』（メナード ニコニコほうもん テレビおやこうこう）と改題された。いずれもメナード化粧品の一社提供。

## 概要

### 前期
『ニコニコ訪問』時代には、司会の星セント・ルイスがスターの邸宅やイベント会場などを訪問し、現地でトークやクイズ、ゲームをするという主旨で行われていた。クイズやゲームで好成績を残した人物には賞品を進呈し、失敗した者には代わりに残念賞を進呈していた。放送開始から3か月後には、クイズの出題者を兼ねた女性アシスタントも出演するようになった。

### 後期
番組はその後、1980年8月3日放送分をもって上記の内容での放送を終了。8月10日放送分からは『ニコニコ訪問・テレビ親孝行』と題し、北島三郎を司会に据えた視聴者参加型番組へとリニューアルした。さらに、10月5日放送分からは『母さんの夢』という副題も加えられた。

## 主な放送内容
我が家のプライバシー
訪問先の家族に関することをクイズにして出題。番組前半のメインコーナーだったが、途中で廃止された。
トンチでハテナ?
前述の「我が家のプライバシー」に替わって番組前半のメインコーナーになったなぞなぞクイズ。5問中3問正解で賞品獲得、3問間違えたら終了。
一致団結公開捜査!
番組後半のメインコーナーで、以下の形式でクイズを出題していた。
- 前期ではクイズを1問出題。解答者は辞書や百科事典で調べたりしながらその答えを出す。制限時間は3分。
- 後期では多答問題（例：「虹の使用されている色は?」）を5問出題。4問正解すれば賞品獲得となり、さらに5問全てで正解を出すと「パーフェクト賞」も獲得できた。

お母さんは世界一
訪問先のゲストが書いた作文をゲスト自ら読み上げるコーナー。後期ではコーナータイトルが「作文」に変更された。
| 朝日放送製作・テレビ朝日系列 日曜19時台前半 メナード化粧品一社提供枠 | 朝日放送製作・テレビ朝日系列 日曜19時台前半 メナード化粧品一社提供枠 | 朝日放送製作・テレビ朝日系列 日曜19時台前半 メナード化粧品一社提供枠 |
| 前番組                                                               | 番組名                                                               | 次番組                                                               |
| -------------------------------------------------------------------- | -------------------------------------------------------------------- | -------------------------------------------------------------------- |
| メロディアタック                                                     | ニコニコ訪問 ↓ ニコニコ訪問・テレビ親孝行 （1980年1月 - 1981年1月）  | クロスワードクイズ・Theエイリアン                                    |

| スタブアイコン | サブスタブ | この項目は、まだ閲覧者の調べものの参照としては役立たない、テレビ番組に関連した書きかけの項目です。この項目を加筆・訂正などしてくださる協力者を求めています（P:テレビ/PJ:放送または配信の番組）。 |